# Saida ionia
Saida ionia is een mosselkreeftjessoort uit de familie van de Saididae. De wetenschappelijke naam van de soort is voor het eerst geldig gepubliceerd in 1988 door Ciampo.